# Katharinenhof (Fehmarn)
Katharinenhof ist ein Dorf auf der Ostseeinsel Fehmarn. Es ist ein Stadtteil der Stadt Fehmarn im Kreis Ostholstein in Schleswig-Holstein. Es liegt rund fünf Kilometer von Burg auf Fehmarn, der größten Stadt auf Fehmarn, entfernt.

## Geschichte
Das Dorf selbst war ursprünglich ein Gutshof, der um 1760 entstand. Von 1830 bis 1850 gehörte das Gut August Ferdinand von Leesen. 1920 wurde das Gut aufgelöst und später in mehrere Ansiedlungen aufgeteilt.
Im Sommer 1939, unmittelbar vor dem Überfall auf Polen, erwarb Walter Schellenberg im Auftrag Reinhard Heydrichs namens der SS-Nordhav-Stiftung den Katharinenhof Fehmarn, der als SS-Erholungsheim betrieben wurde. Die elf Hektar große Anlage mit Strandlage, die unter anderem ein Hünengrab, ein Strandhaus und Ställe umfasste, wurde von Peter Wiepert, einem Cousin von Lina Heydrich, verwaltet.

## Museum Katharinenhof
Das privat betriebene Freilichtmuseum Katharinenhof (nicht zu verwechseln mit dem Museum Katharinenhof Kranenburg) ist seit dem Jahr 2017 geschlossen. Zuvor waren dort verschiedene alte Gebäude wie eine Schmiede, eine Webstube, eine Töpferei und eine Buchdruckpresse aus dem 19. Jahrhundert zu besichtigen. Ein altes Backhaus und eine Rauchkate wurden für Vorführungen in Betrieb gehalten. Neben landwirtschaftlichen Geräten waren auch mechanisches Spielzeug, Mobiliar und Musikspielgeräte ausgestellt. Zudem waren Exponate aus der DDR zu besichtigen: alltägliche Gebrauchsgegenstände, ein Stück Betongitter der Grenzbefestigung und ein Suchscheinwerfer sowie ein Trabbi.